# Neomitranthes obscura
Neomitranthes obscura là một loài thực vật có hoa trong Họ Đào kim nương. Loài này được (DC.) N.Silveira mô tả khoa học đầu tiên năm 1981.